# Rånön
Rånön is een Zweeds eiland behorend tot de Kalix-archipel. Rånön is het grootste eiland van de archipel. Het eiland is vanaf de 17e eeuw bewoond geweest; het is het enige eiland in de archipel die eeuwenlang bewoond is geweest. Men leefde van de visserij en bosbouw. Voor de fabrieken op het vasteland was brandstof nodig en dat vond men onder andere in de bossen van Rånön. De bevolking groeide in de 19e eeuw zo, dat het haalbaar werd een school op het eiland te stichten. In 1928 werd het eiland aangesloten op de telefoondienst. Door de industrialisatie trokken steeds meer bewoners naar het vasteland. In 1939 ging de school dicht, men had toen nog maar 8 leerlingen. Even later was het hele eiland onbewoond, maar de aanwezige huizen gingen dienstdoen als vakantiewoningen. De tekenen van de aanwezigheid van de mens zijn in het landschap te zien met de boerderijen en akkers.

## Toerisme
Het eiland heeft wandel- en fietsroutes voor de toeristen. Op het eiland bevindt zich ook een van de hoogste bergen van de gehele Norrbotten-archipel, de Rörmyrberget van 79 meter hoog, die uitzicht biedt op de nabijgelegen Lule-archipel. Aan de noordoostkant is in de loop der tijden het eiland Bodön aan Rånön vastgegroeid; op dat voormalige eiland ligt ook nog een voor de eilandengroep relatief hoge heuvel; Bodöberget met 45 meter. Tussen de twee heuvels kan men vanuit de noordelijk gelegen haven naar Bodöviken trekken.

## Geografie
Aan de zuidwestkant ligt nog een heuvel; Stabbsandsberget: een heuvel van ongeveer 45 meter hoogte. Vanuit deze berg stroomt de beek Stabbsanden naar de zuidoostkust weg.
In het zuiden ligt dan nog de heuvel Dödmansvikberget, de naam wijst erop dat aan de zuidkust meerdere schepen zijn vergaan in de bijbehorende baai. Aldaar is een kompasroos aanwezig.
Het eiland is groot genoeg voor een eigen biotoop; op het eiland worden regelmatig elanden en rendieren gezien.
Bastaholmen is een voormalig zelfstandig eiland dat langzamerhand geheel vastgroeit aan Rånön; bij laagwater vormt het één geheel met Rånön, bij hoogwater is het nog zelfstandig. Hetzelfde geldt in mindere mate voor Stabbsandsgrundet, dat wordt nu nog als een apart eiland(je) gezien.
Qua naam ligt het in de lijn der verwachting dat het eiland in de monding ligt van de Råneälven, het eiland ligt echter in de monding van de Törerivier.